# Ruth Düring
Ruth Düring (* 1. November 1958 in Meschede) ist eine deutsche Juristin. Sie war von Juli 2007 bis Oktober 2024 Richterin am Bundessozialgericht, seit Oktober 2018 als Vorsitzende Richterin.

## Leben
Düring, die Studium und Referendariat in Berlin und Bonn absolvierte, war von 1987 bis 1990 wissenschaftliche Mitarbeiterin am Institut für Sozialrecht der Ruhr-Universität Bochum. Mit einer Dissertation über Das Schiedswesen in der gesetzlichen Krankenversicherung promovierte Düring. Die seit November 1990 dem Justizdienst in Nordrhein-Westfalen zugehörige Düring wurde 1997 zur Richterin am Landessozialgericht ernannt. Nachdem sie von September 2002 bis Jahresende 2004 beim Bundesverfassungsgericht als wissenschaftliche Mitarbeiterin tätig gewesen war, wurde sie für ein Jahr an das Bundesministerium für Gesundheit abgeordnet. Am 21. Juni 2007 wurde sie schließlich nach Übergabe der Ernennungsurkunde durch Staatssekretär Kajo Wasserhövel mit Wirkung zum 1. Juli 2007 Richterin am Bundessozialgericht. Dort wurde sie dem für die Grundsicherung für Arbeitsuchende zuständigen 14. Senat zugeteilt. Seit dem 1. Oktober 2018 ist Düring Vorsitzende Richterin am Bundessozialgericht und übernahm den Vorsitz des 5. Senats, der für die gesetzliche Rentenversicherung zuständig ist. Düring trat am 31. Oktober 2024 in den Ruhestand.
Düring hat seit 1999 den stellvertretenden Vorsitz der Kommission Transplantationsmedizin der Ärztekammer Nordrhein inne. 2002 wurde sie Mitglied des Dienstgerichtshofes für Richter beim Oberlandesgericht Hamm. Überdies ist Düring unter den Autoren des Kommentar zum Sozialgerichtsgesetz (SGG) und zeichnete für ein Handbuch für das Vertragsarztrecht verantwortlich.